# Laudamotion
Die Laudamotion GmbH, im Außenauftritt kurz Lauda (auch Ryanair Austria), war eine österreichische Billigfluggesellschaft mit Sitz im Concorde Business Park im niederösterreichischen Schwechat, nahe dem Flughafen Wien-Schwechat. Sie befand sich vollständig im Eigentum der irischen Ryanair Holdings PLC und war eine Schwestergesellschaft von Ryanair, Ryanair UK, Buzz und Malta Air.
Namensgeber der Airline ist der ehemalige Formel-1-Rennfahrer Niki Lauda.

## Geschichte

### Amira Air
Die Laudamotion GmbH wurde im Mai 2004 als Amira Air GmbH zu gleichen Teilen von dem österreichischen Investor Ronny Pecik und dem italienisch/schweizerischen Unternehmer Felice Gaetano de Grandi gegründet. Im Jänner 2006 übernahm Pecik die Gesellschaft vollständig und brachte sie in seine RPR Privatstiftung ein. Anfang 2014 traten zwei weitere Minderheitsgesellschafter hinzu. Nach einigen Geschäftsführerwechseln – u. a. auch Pecik selbst – übernahm im Juni 2013 Andrea Czvitkovits als letzte Geschäftsführerin der Amira Air. Als Business-Charter-Airline flog die Amira Air Geschäftsleute und Prominente zu ihren Zielen.

### Laudamotion Executive
Ende Jänner 2016 übernahm Niki Lauda mit seiner NL Holding GmbH, einer Tochtergesellschaft der Lauda Privatstiftung, alle Gesellschaftsanteile der Amira Air GmbH. Er firmierte sie in Laudamotion GmbH (mit der Eigenschreibweise LaudaMotion) um  – eine Marke, die er zuvor schon von 2003 bis 2009 für eine Autovermietung nutzte. Fortan wurde der Unternehmenssitz vom Flughafen Wien-Schwechat in den Concorde Business Park nahe der Gemeinde Schwechat verlegt. Lauda bot seitdem mit Businessjets Charterflüge an, für die gehobene Klientel wurden europäische und internationale Ziele angeflogen.
Im Zuge der Planung einer Übernahme der insolventen Fluggesellschaft Niki wurde die bis dato bestehende Businessjets-Flotte am 29. Jänner 2018 in die Laudamotion Executive GmbH umbenannt und am 2. Februar als hundertprozentige Tochter der – nunmehr zur Ferien- und Linienfluggesellschaft mutierten – Laudamotion GmbH im Firmenbuch eingetragen. Die mit einem Stammkapital von 150.000 Euro ausgestattete Gesellschaft mit Geschäftszweck „Betrieb und Vermietung von Luftfahrzeugen“ hat ihren Firmensitz in Schwechat im Business-Park. Seit April 2018 ist Laudamotion Executive wieder Teil der NL Holding GmbH und somit keine Laudamotion-Tochter mehr. Derzeit betreibt Laudamotion Executive vier Business-Charterflugzeuge des kanadischen Herstellers Bombardier. Seit Dezember 2020 ist Laudamotion Executive Teil der Sparfell Aviation Group und wurde zur SPARFELL Luftfahrt GmbH umbenannt.

### Laudamotion

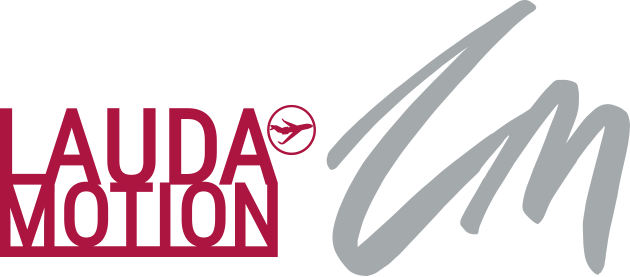
Unternehmenslogo der Laudamotion GmbH bis 15. Februar 2018 sowie nunmehr der Ende Jänner 2018 errichteten Laudamotion Executive GmbH

Am 23. Jänner 2018 gab der Gläubigerausschuss der insolventen Fluggesellschaft Niki der Laudamotion den Zuschlag für die Übernahme. Im Gegensatz zu den ausgestochenen Konkurrenten, insbesondere der bereits im deutschen Insolvenzverfahren zum Zug gekommenen International Airlines Group (IAG) mit deren Billigtochter Vueling, könne man laut damaligem Geschäftsführer Niki Lauda aufgrund des in seiner Laudamotion schon vorhandenen österreichischen Betreiberzeugnisses die übernommenen Airbus-Flugzeuge schneller wieder in die Luft bekommen.
Infolgedessen übernahm Lauda aus der Konkursmasse die Start- und Landerechte (sogenannte „Slots“) und neun der 21 ehemaligen Niki-Flugzeuge. Diese Flugzeuge wurden im Rahmen des Insolvenzverfahrens zunächst in den Bestand der Lufthansa Group überführt, mussten aufgrund von EU-Auflagen aber zu marktüblichen Konditionen an Laudamotion verleast werden. Ursprünglich war geplant, mit 15 geleasten Airbus-Flugzeugen den operativen Betrieb ab dem 25. März 2018 aufzunehmen. Am 16. März 2018 verkündete Niki Lauda bei einer Pressekonferenz, dass man zunächst ab Wien, Zürich, Düsseldorf, Stuttgart, Köln, München, Frankfurt, Graz, Innsbruck und Linz zu europäischen Warmwasserzielen mit Fokus auf Spanien und Griechenland abheben wolle, um langfristig den Schwerpunkt auf Österreich zu verlegen und als günstiges City-Shuttle zu operieren. Ticketverkauf, Crewplanung und weitere operationelle Komponenten wurden als Starthilfe zunächst vom Vertriebspartner Condor übernommen, während das Flugpersonal von der insolventen Fluggesellschaft Niki (soweit noch im Personalstand verblieben) in Laudamotion integriert wurde.
Die Marke Niki selbst ist in der Übernahme nicht enthalten und verbleibt in der Konkursmasse. Stattdessen veröffentlichte das Unternehmen über seine Website das neue Firmenlogo als Wortbildmarke. Das große „L“ darin wird als Erinnerung an die ehemalige Lauda Air interpretiert.
Am 20. März 2018 wurde bekannt, dass die irische Ryanair einen Anteil von zunächst 24,9 % an Laudamotion übernehmen will. Aufgrund des Einstiegs von Ryanair wurde die bisherige Kooperation mit Condor beendet, auch Eurowings kündigte an, die kurzlebige Zusammenarbeit mit Laudamotion nicht weiter auszubauen. Gründe für Ryanairs Einstieg bei Laudamotion sind nicht nur Slots in Düsseldorf, Berlin-Tegel, Wien und Zürich, die Laudamotion von Air Berlin übernommen hat, sondern auch die Option, die eigene Boeing-737-Einheitsflotte mit Airbus-Flugzeugen zu erweitern. Laudamotion erfüllt damit den langjährigen Wunsch der Unternehmensmutter, sich am Markt zu diversifizieren. Im Zuge der Beteiligung bei Laudamotion sprach man sich allerdings dafür aus, dass Laudamotion langfristig ein eigenständiges österreichisches Flugunternehmen (mit Sitz in Wien), eigenem Produkt und Flugbetrieb bleiben soll.

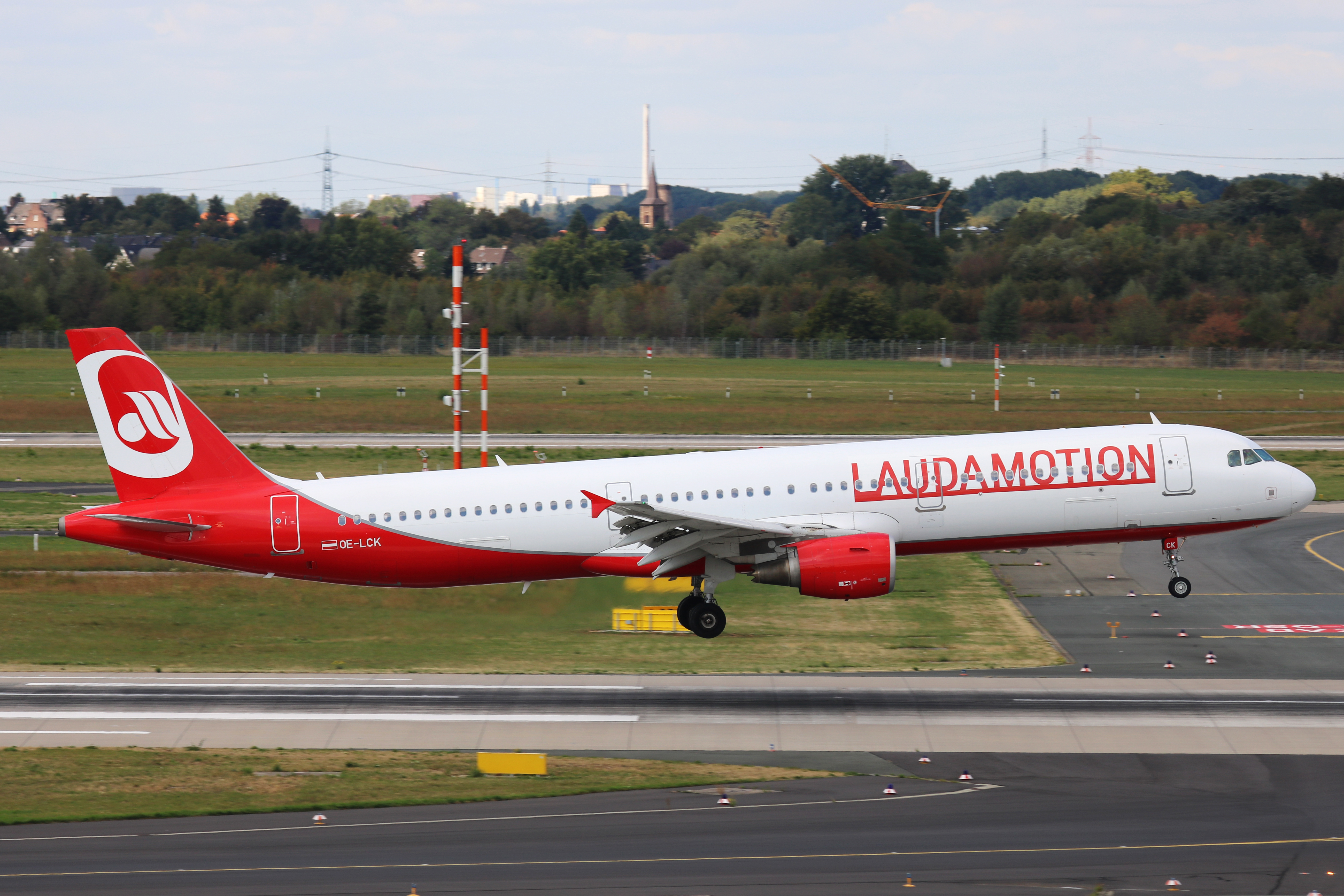
Zuvor durch Niki Luftfahrt in Air-Berlin-Bemalung eingesetzter Airbus A321 der Laudamotion im September 2018

Die Aufnahme des eigenen Flugbetriebes und der Eröffnung der Basis Wien erfolgte später als geplant am 1. Juni 2018, zu Beginn mit einigen Verspätungen und Annullationen.

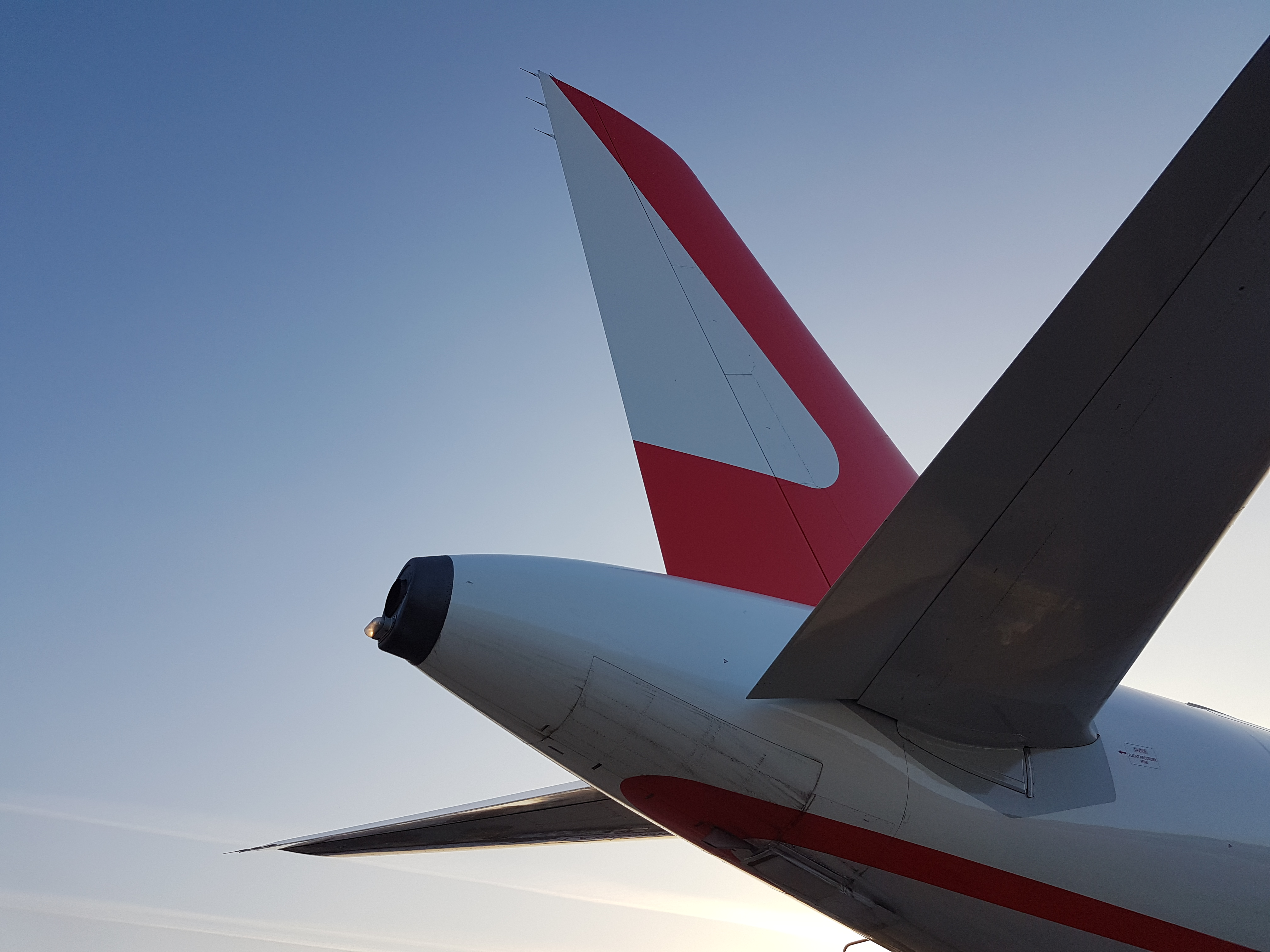
Seitenleitwerk eines Airbus A320 in neuer Bemalung (23. März 2019)

Im August 2018 gab Ryanair bekannt, dass der Kauf von 75 % der Anteile an der Fluggesellschaft formal abgeschlossen sei und man plane, Laudamotions Airbus-Flotte von neun auf 18 zu verdoppeln und dabei die bestehenden, bei Lufthansa geleasten Flugzeuge zu ersetzen. Ebenso wurden am 29. August 2018 von Geschäftsführer Andreas Gruber zukünftige Lohnerhöhungen (für Piloten bis zu 14 %) bekannt gegeben und ein neues Design der Airline vorgestellt. Bis dahin war man lediglich mit einer Hybrid-Lackierung mit Air Berlin-Logo auf dem Seitenleitwerk unterwegs. Nach Genehmigung durch die Wettbewerbsbehörden wurde der Ryanair-Anteil im September 2018 zunächst auf 75 % erhöht und Ende Dezember 2018 vollständig übernommen.
Ein Rechtsstreit zwischen Lufthansa und Laudamotion bezüglich der bisher geleasten Airbus-Flugzeuge konnte im September 2018 außergerichtlich beigelegt werden. Während Lufthansa Laudamotion unpünktliche Zahlungen vorwarf, beschwerte man sich auf der Gegenseite darüber, nicht alle 15 an Laudamotion versprochene Jets erhalten zu haben und dass überhöhte Mietkosten in Rechnung gestellt worden waren. Man einigte sich darauf, alle neun geleasten Maschinen sukzessive bis zum 30. Juni 2019 an die Lufthansa Group zurückzuführen.
Im Jänner 2019 wurden weitere Flottenausbaupläne mit 25 Flugzeugen bis Sommer 2019 und 30 Flugzeugen bis Sommer 2020 vorgestellt. Nach Angabe von Ryanair-Chef Michael O’Leary solle Laudamotion in zehn Jahren Österreichs größte Fluggesellschaft sein. Während einer Pressekonferenz kündigte Laudamotion Pläne an, mindestens 100 (50 Bestellungen + 50 Optionen) Airbus A321neo für zukünftige Erweiterungen zu kaufen.
Am 19. März 2019 wurde eine Änderung der Geschäftsleitung vollzogen, wodurch Niki Lauda als Geschäftsführer aus dem Unternehmen ausschied. Laudamotion wird seither von einer Doppelspitze, bestehend aus Colin Casey und Andreas Gruber, geführt. Als Vorsitzender des Gesellschafterausschusses blieb Niki Lauda der Fluggesellschaft weiterhin erhalten; Laudamotion Executive verblieb bis Juli 2019 im vollständigen Besitz der NL Holding GmbH und wurde in Folge an die Schweizer Sparfell Aviation Group veräußert.
Am 28. Juli 2020 wurde bekannt, dass die Laudamotion GmbH im November 2020 geschlossen werden soll und das Geschäft aus steuerlichen Gründen an die Lauda Europe Ltd. auf Malta überschrieben wird. Die Angestellten sollen von der neuen Firma übernommen werden. Laudamotion will nachfolgend auf Basis eines maltesischen Luftverkehrsbetreiberzeugnisses (Air Operator Certificate, AOC) tätig werden. Das bislang genutzte österreichische AOC ist im Dezember 2020 zurückgegeben worden.
Am 10. September 2020 gab Laudamotion bekannt, zum 24. Oktober den Flugbetrieb in Deutschland endgültig einstellen zu wollen.
Am 19. Oktober 2020 führte Laudamotion ihren letzten Linienflug unter diesem Namen durch. Das gesamte Vermögen der Fluggesellschaft geht auf die Lauda Europe Ltd in Malta über.

## Basen
Laudamotion unterhielt vier Basen, auf denen jeweils Mitarbeiter und Flugzeuge stationiert waren:
- Spanien: Palma de Mallorca
- Österreich: Wien
- Deutschland: Stuttgart, Düsseldorf

## Flugziele
Heimatflughafen der Gesellschaft war der Flughafen Wien-Schwechat, weiterhin waren Flugzeuge in Düsseldorf und Stuttgart stationiert. Flüge ab Berlin Brandenburg werden derzeit ausschließlich von der irischen Ryanair durchgeführt. Im Juni 2019 wurde Palma de Mallorca als weitere Station aufgenommen.
Es wurden hauptsächlich internationale Ziele in Europa, Nordafrika und im Nahen Osten angeflogen. In den Sommermonaten lag der Fokus auf Warmwasserzielen in Spanien, Italien und Griechenland. Für den Winterflugplan 2019/20 wurden mehr als sechs Millionen Passagiere erwartet, die aus über 100 Routen im Streckennetz befördert werden sollen.

## Flotte

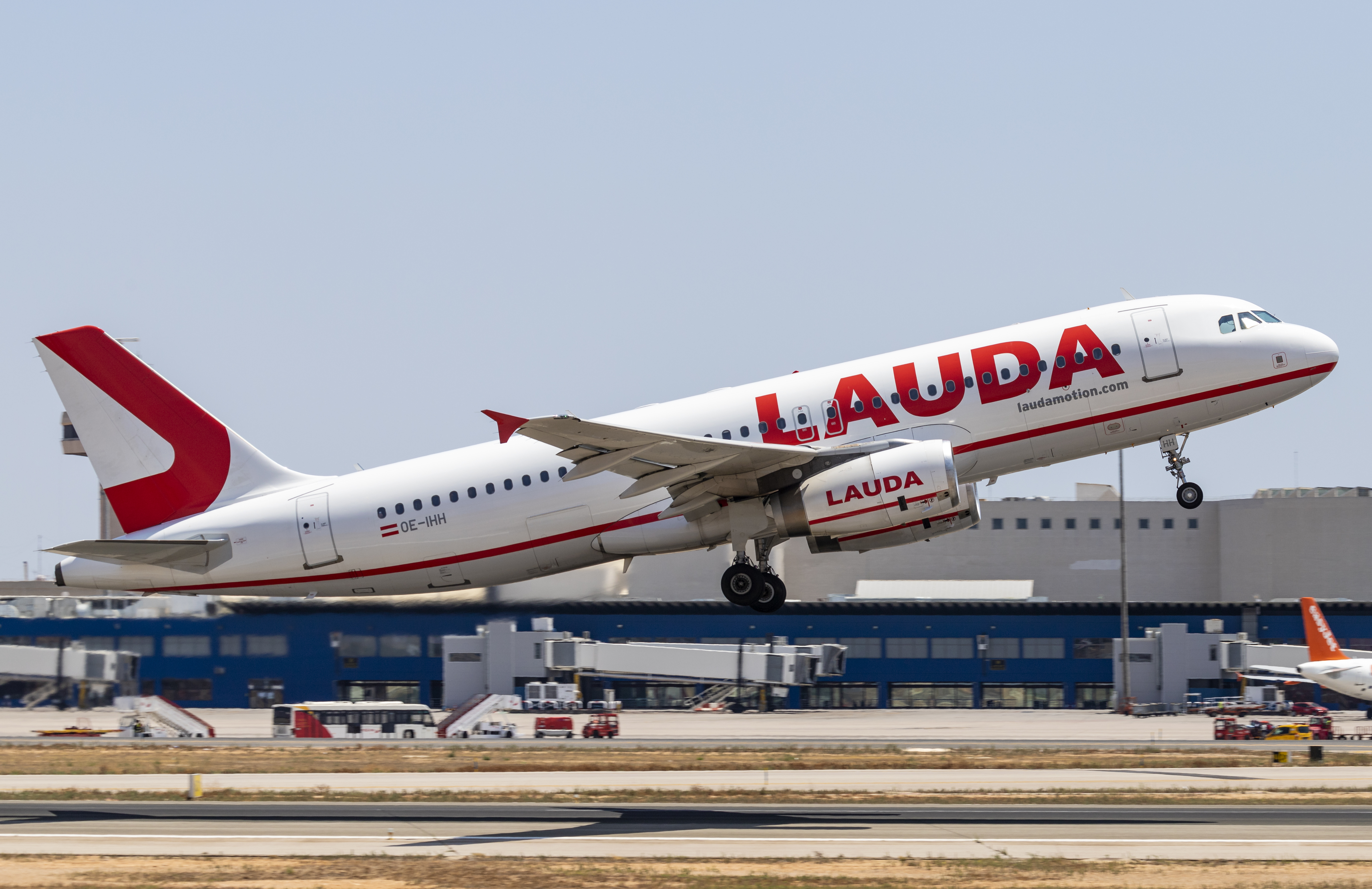
Airbus A320-200 der Laudamotion beim Start vom Flughafen Palma de Mallorca, Sommer 2019

Mit Stand 29. Juni 2023 bestand die Flotte der Laudamotion aus 24 Flugzeugen mit einem Durchschnittsalter von 15 Jahren:
| Flugzeugtyp     | Anzahl | bestellt | Anmerkung                                        | Sitzplätze (Economy) |
| --------------- | ------ | -------- | ------------------------------------------------ | -------------------- |
| Airbus A320-200 | 19     | 05       | gesamte Flotte wurde von Lauda Europe übernommen | 180                  |
| Gesamt          | 19     | 05       |                                                  |                      |

## Kritik und Gerichtsverfahren
Anfang Juli 2019 entschied das Oberlandesgericht Wien, dass Laudamotion unzulässig Sondergebühren berechne, wenn Flüge nicht vorher online gebucht werden. Nach Berichten von Betroffenen funktionierte der vorherige digitale Check-In aus technischen Gründen oftmals nicht. Im September 2020 entschied ein Gericht außerdem, dass die Airline Kunden den Ticketpreis für nicht stattgefundene Flüge rückerstatten müsse.
Die Fluglinie stand wegen schlechter Arbeitsbedingungen in der Kritik. Z. B. sei dem Personal nicht genügend Zeit zur Erholung gewährt oder dieses trotz Krankheit zum Arbeitseinsatz gedrängt worden.